# Breviceps
Breviceps é um gênero de anfíbios da família Brevicipitidae.
As seguintes espécies são reconhecidas:
- Breviceps acutirostris Poynton, 1963
- Breviceps adspersus Peters, 1882
- Breviceps bagginsi Minter, 2003
- Breviceps branchi Channing, 2012
- Breviceps carruthersi Du Preez, Netherlands, and Minter, 2017
- Breviceps fichus Channing and Minter, 2004
- Breviceps fuscus Hewitt, 1925
- Breviceps gibbosus (Linnaeus, 1758)
- Breviceps macrops Boulenger, 1907
- Breviceps montanus Power, 1926
- Breviceps mossambicus Peters, 1854
- Breviceps namaquensis Power, 1926
- Breviceps ombelanonga Nielsen et al., 2020
- Breviceps passmorei Minter, Netherlands, and Du Preez, 2017
- Breviceps pentheri Werner, 1899
- Breviceps poweri Parker, 1934
- Breviceps rosei Power, 1926
- Breviceps sopranus Minter, 2003
- Breviceps sylvestris FitzSimons, 1930
- Breviceps verrucosus Rapp, 1842